# Aenigmadelphys
Aenigmadelphys is een geslacht van uitgestorven buideldierachtigen. Het geslacht omvat één soort, A. archeri, en dit dier leefde tijdens het Krijt in Noord-Amerika. 

## Fossiele vondsten
Fossiele kiezen van Aenigmadelphys zijn gevonden in de Kaiparowits-formatie in Utah, die dateert uit het laatste deel van het Campanien Paleoceen (circa 85-70 miljoen jaar geleden).

## Verwantschap
Cladistische analyse in 2022 duidde Aenigmadelphys als de oudst bekende vorm uit de Pucadelphyda, een groep van buideldierachtigen die verder volledig bekend is uit Zuid-Amerika. Binnen de Pucadelphyda behoort Aenigmadelphys tot de "SAMI"-clade, verwijzend naar de geslachten Szalinia, Aenigmadelphys, Marmosopsis en Incadelphys.